# ستيفن هوارد
ستيفن هوارد (7 فبراير 1949 في أستراليا - ) (بالإنجليزية: Stephen Howard)‏ هو لاعب كريكت أسترالي. لعب مع فريق تسمانيا للكريكت.

## وصلات خارجية
- ستيفن هوارد على موقع إي آس بي آن كريك إنفو (الإنجليزية)